# Холль, Гусси
Августа Мари Кристина Холль (нем. Auguste Marie Christine Holl; 22 февраля 1888, Франкфурт-на-Майне, Пруссия — 16 июля 1966, Зальцбург) — немецкая актриса

 и певица

. Звезда немого кино ранней Веймарской республики.

## Биография
Августа Мари Кристина Холль родилась 22 февраля 1888 года во Франкфурте-на-Майне в семье Георга Холля и Мари Кристин Холль.
Она была артисткой кабаре Schall und Rauch в Берлине, основанного Максом Рейнхардтом в 1901 году. Прозванная элегантной ведьмой с серебристыми волосами, она пела и играла. Она вдохновила Уолтера Меринга и Курта Тухольского на написание множества песен, включая «The Blonde Lady Sings» и «Petronella». Тухольский писал о Холль: «Франкфурт дал двух великих людей: Гете и Гусси Холль… Она может делать все: ненавидеть и любить, гладить и бить, петь и говорить — нет такого тона, который не был бы частью её лиры». и «В отличие от любого другого немецкого артиста, эта редкая и славная женщина имеет квалификацию и предназначение быть великой певицей. Я даже не буду упоминать её потрясающее искусство пародии и её способность порхать над самыми смелыми вещами с изящным прыжком — нас интересует только артистка, которая может сказать больше залу, полному политически мыслящих людей, чем могли бы сказать десять журналистов». Помимо того, что она была звездой кабаре номер один в Веймарской республике,она также была успешной пародисткой в Нью-Йорке.

## В кино
Холль дебютировала в кино в короткометражном фильме 1913 года «Небесный монстр», также известном как «Из Америки в Европу на дирижабле» или «Похищенный в воздухе». Фильм был выпущен в Америке компанией Universal в 1914 году. Она не появлялась на экране до 1919 года, когда снялась в документальном фильме Рихарда Освальда «Проституция» вместе со своим мужем Конрадом Фейдтом и Райнхольдом Шюнцелем. Затем она появилась в фильме «Безумие» (1919).
Последнее появление Холль на экране состоялось в фильме «Желание» (1921).

## Личная жизнь
Холль была замужем дважды; её первый брак был с актёром Конрадом Фейдтом. Их свадьба состоялась 10 июня 1918 год. Они расстались в 1919 году, но несколько раз пытались помириться. Развелись в 1922 году.
Второй раз Холль вышла замуж за актёра Эмиля Яннингса 28 июля 1923 год, и оставалась с ним до его смерти в 1950 году. Ни в одном из браков она не имела детей. Холль была мачехой дочери Янингса Рут-Марии У Холль была своя дочь по имени «Буби»; отец, как утверждается, был близким родственником Вильгельма II.
Умерла 16 июля 1966 года в Зальцбурге.

## Фильмография
- Небесный монстр (1913)
- Проституция. Часть 1: Жёлтый дом (1919)
- Проституция. Часть 2: Продажа (1919)
- Безумие (1919)
- Ночь в Гольденхалле (1920)
- Люди в экстазе (1921)
- Желание (1921)